# Veterans of Foreign Wars
Pour les articles homonymes, voir VFW.
La  Veterans of Foreign Wars of the United States (VFW) est une organisation officielle de vétérans de l'armée américaine. Elle regroupe ainsi près de 1,5 million de vétérans ce qui fait d'elle la plus importante organisation du genre dans le pays.
Pour pouvoir appartenir à cette organisation, il faut être citoyen américain, avoir servi dans les forces armées des États-Unis, et avoir été congédié de manière honorable de l'armée. Il faut de plus avoir servi dans l'armée dans un corps expéditionnaire à l'étranger durant un conflit et avoir été décoré d'une médaille ou d'un ruban. Parmi ces décorations se trouvent la SSBN Deterrent Patrol Insignia, le Combat Infantryman Badge, le Combat Medic Badge, le Combat Action Ribbon, le Combat Action Badge, l'Air Force Combat Action Medal et l'Air Force Expeditionary Service Ribbon (avec le bord doré). 
Il est également suffisant d'avoir servi durant 30 jours consécutifs ou soixante jours non consécutifs en Corée. Les soldats qui sont actifs en zones de combat peuvent prétendre à l'organisation. L'organisation est reconnue officiellement par le Congrès américain depuis 1936.  L'organisation a un poids électoral assez important et en profite pour réaliser un peu de lobbying au niveau du gouvernement américain pour améliorer les avantages des vétérans (pensions, soins de santé). L'organisation redistribue des montants importants d'argent à différentes associations sociales.  